# Boscia senegalensis
Boscia senegalensis is een soort uit de familie Capparaceae. Het is een groenblijvende struik of kleine boom die aanzienlijk in grootte kan variëren, wat afhangt van de habitat waarin deze groeit. In gebieden met extreme droogte kan de plant krimpen tot een magere struik van minder dan 2 meter hoog, terwijl in een gunstiger klimaat kan uitgroeien tot een boomachtige grootte met een ronde spreidende kroon. De boom heeft gele besachtige vruchten ter grootte van een kers, die groeien in trossen.
De soort komt voor in Afrika, van de Sahara en de Sahel tot in Noord-Kenia. De boom groeit in droge omgevingen, waaronder steenachtige hellingen, zandduinen en vlakten met gebarsten klei, op kale en harde grond en zelfs op door vuur verschroeide locaties. De boom ontspruit vaak rechtstreeks uit termietenheuvels.
De vruchten van de plant zijn eetbaar en worden vaak verkocht op lokale markten. Behalve dat deze vers kunnen worden gegeten, worden de rijpe vruchten vaak gekookt. Het sap uit de vruchten wordt soms geëxtraheerd, gefilterd en ingekookt tot een halfvaste massa. Deze massa wordt gewoonlijk gemengd met gierst en gestremde melk om cakes te maken. De gedroogde zaden worden gebruikt als vervanging voor gierst of linzen en moeten gekookt worden gegeten. De bladeren worden voor medicinale doeleinden aangewend.

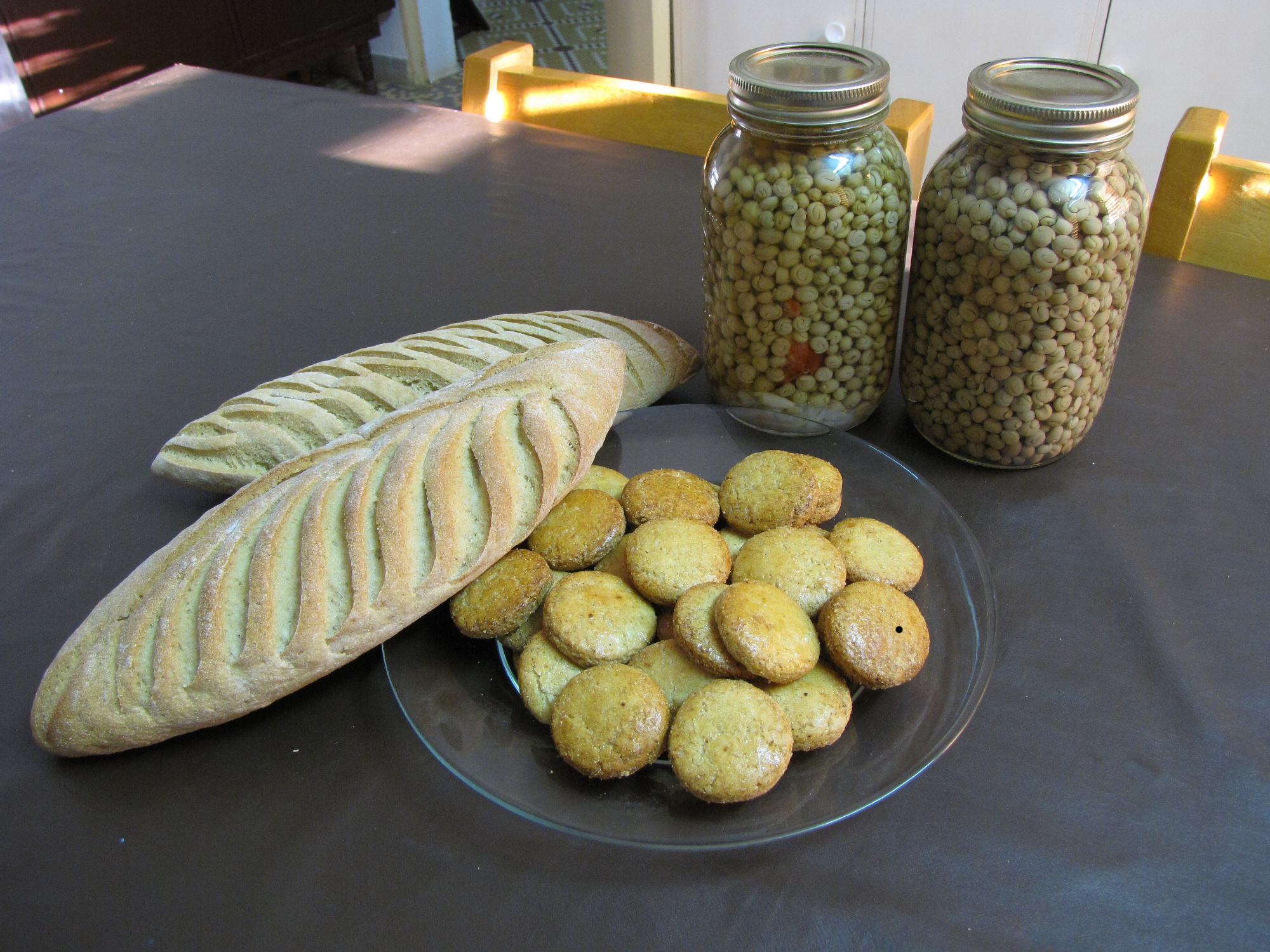
Cakejes gemaakt van de vruchten van de Boscia senegalensis in Niger